# Karrie Poppinga
Anna Karolyna „Karrie“ Poppinga (* 4. März 1969 in Manhattan Beach, Kalifornien als Anna Karolyna Trieschman) ist eine ehemalige US-amerikanische Volleyball- und Beachvolleyballspielerin.

## Karriere
Trieschman spielte von 1987 bis 1991 Hallenvolleyball an der University of Hawaiʻi at Mānoa. Hier gewann sie mit den „Rainbows“ viermal die Meisterschaft der „NCAA Big West Conference“. 1988 gewann sie mit ihrem Team auch das Endspiel der NCAA-Meisterschaft und erreichte im folgenden Jahr noch einmal das Finale. 1989 und 1990 wurde die Außenangreiferin jeweils zur All-American gewählt.
Von 1992 bis 2000 spielte Trieschman (ab 1994 Poppinga) Beachvolleyball auf US-amerikanischen Turnierserien und von 1995 bis 2000 auch auf der internationalen FIVB World Tour. Ihre wichtigsten Partnerinnen waren hierbei Christine Podraza und Angela Rock. Auf der AVP- bzw. der WPVA-Tour gelangen ihr 57 Top-Ten-Platzierungen. Bei der Weltmeisterschaft 1997 in Los Angeles belegte sie an der Seite von Angela Rock den neunten Platz.

## Privates
Karrie Poppinga ist seit 1994 mit dem Volleyballspieler Brian Poppinga verheiratet. Die beiden haben zwei Töchter Avery und Lexi, die auch Volleyball und Beachvolleyball spielen.